# Futebol de areia nos Jogos Europeus de 2019
A competição de futebol de areia nos Jogos Europeus de 2019 foram realizados no Complexo Esportivo Olímpico, em Minsk, na Bielorrússia, entre  25 a 29 de junho de 2019. Foi disputado 1 evento apenas.

## Calendário
| Junho            | 21 | 22 | 23 | 24 | 25 | 26 | 27 | 28 | 29 | 30 |
| ---------------- | -- | -- | -- | -- | -- | -- | -- | -- | -- | -- |
| Futebol de areia |    |    |    |    | ●  | ●  | ●  | ●  | 1  |    |

|  | Dia de competição |  | Dia de final |

## Qualificação
Bielorrússia classificou-se como país anfitrião. As outras sete equipes se qualificaram através da Liga Europeia de Futebol de Praia de 2018.
| Meio de qualificação                                                 | Data de qualificação    | Sede    | Vagas | Qualificados |
| -------------------------------------------------------------------- | ----------------------- | ------- | ----- | ------------ |
| País sede                                                            |                         |         | 1     | Bielorrússia |
| Seis melhores colocados na Liga Europeia de Futebol de Praia de 2018 | 6-9 de setembro de 2018 | Alghero | 6     | Itália       |
| Seis melhores colocados na Liga Europeia de Futebol de Praia de 2018 | 6-9 de setembro de 2018 | Alghero | 6     | Espanha      |
| Seis melhores colocados na Liga Europeia de Futebol de Praia de 2018 | 6-9 de setembro de 2018 | Alghero | 6     | Portugal     |
| Seis melhores colocados na Liga Europeia de Futebol de Praia de 2018 | 6-9 de setembro de 2018 | Alghero | 6     | Rússia       |
| Seis melhores colocados na Liga Europeia de Futebol de Praia de 2018 | 6-9 de setembro de 2018 | Alghero | 6     | Suíça        |
| Seis melhores colocados na Liga Europeia de Futebol de Praia de 2018 | 6-9 de setembro de 2018 | Alghero | 6     | Ucrânia      |
| Campeão da divisão B da Liga Europeia de Futebol de Praia de 2018    | 6-9 de setembro de 2018 | Alghero | 1     | Romênia      |

## Medalhistas
Foi disputada somente a prova masculina do futebol de areia.
|  | PRT Portugal |  | ESP Espanha |  | SUI Suíça |
|  | Elinton Andrade Nuno Belchior Ruben Brilhante Rui Coimbra João Gonçalves André Lourenço Tiago Petrony Bê Martins Jordan Santos Léo Martins Madjer Pedro Silva |  | David Ardil Salvador Ardil Domingo Cabrera José Cintas Francisco Donaire Adrián Frutos Llorenç Gómez Pablo López Antonio Mayor Mario Soria Eduard Suárez Javier Torres |  | Philipp Borer Silvan Conrad Glenn Hodel Valentin Jaeggy Jan Ostgen Noël Ott Sandro Spaccarotella Nico Stalder Dejan Stankovic Tobias Steinemann Nicholas Stucki Angelo Wüest |

## Resultados

### Primeira fase
|  | Equipes classificadas às semifinais                   |
|  | Equipes classificadas ao play-off para a 5ª colocação |

#### Grupo A
| Pos | Time         | Pts | J | V | V+ | D+ | D | GM | GS | SG  |
| --- | ------------ | --- | - | - | -- | -- | - | -- | -- | --- |
| 1   | Portugal     | 6   | 3 | 2 | 0  | 0  | 1 | 16 | 8  | 8   |
| 2   | Suíça        | 5   | 3 | 1 | 1  | 0  | 1 | 18 | 6  | 12  |
| 3   | Bielorrússia | 4   | 3 | 1 | 0  | 1  | 1 | 14 | 13 | 1   |
| 4   | Roménia      | 0   | 3 | 0 | 0  | 0  | 3 | 3  | 24 | -21 |

| 25 de junho | Portugal | 1 – 3 (a.e.t) | Suíça | Olympic Sports Complex, Minsk |
| 14:30       |          |               |       |                               |

| 25 de junho | Roménia | 1 – 6 | Bielorrússia | Olympic Sports Complex, Minsk |
| 19:30       |         |       |              |                               |

| 26 de junho | Portugal | 8 – 2 | Roménia | Olympic Sports Complex, Minsk |
| 14:00       |          |       |         |                               |

| 26 de junho | Bielorrússia | 5 – 5 (a.e.t) | Suíça | Olympic Sports Complex, Minsk |
| 19:30       |              |               |       |                               |

|  |       | Penalidades |
|  | 3 – 2 |             |

| 27 de junho | Suíça | 10 – 0 | Roménia | Olympic Sports Complex, Minsk |
| 14:00       |       |        |         |                               |

| 27 de junho | Bielorrússia | 3 – 7 | Portugal | Olympic Sports Complex, Minsk |
| 19:30       |              |       |          |                               |

#### Grupo B
| Pos | Time    | Pts | J | V | V+ | D+ | D | GM | GS | SG |
| --- | ------- | --- | - | - | -- | -- | - | -- | -- | -- |
| 1   | Espanha | 5   | 3 | 1 | 1  | 0  | 1 | 15 | 15 | 0  |
| 2   | Ucrânia | 4   | 3 | 1 | 0  | 1  | 1 | 11 | 13 | -2 |
| 3   | Itália  | 3   | 3 | 1 | 0  | 0  | 2 | 13 | 12 | 1  |
| 4   | Rússia  | 3   | 3 | 1 | 0  | 0  | 2 | 11 | 10 | 1  |

| 25 de junho | Espanha | 5 – 4 (a.e.t) | Rússia | Olympic Sports Complex, Minsk |
| 15:30       |         |               |        |                               |

| 25 de junho | Ucrânia | 4 – 4 (a.e.t) | Itália | Olympic Sports Complex, Minsk |
| 18:00       |         |               |        |                               |

|  |       | Penalidades |
|  | 4 – 3 |             |

| 26 de junho | Itália | 4 – 2 | Rússia | Olympic Sports Complex, Minsk |
| 15:00       |        |       |        |                               |

| 26 de junho | Espanha | 4 – 6 | Ucrânia | Olympic Sports Complex, Minsk |
| 18:00       |         |       |         |                               |

| 27 de junho | Rússia | 5 – 1 | Ucrânia | Olympic Sports Complex, Minsk |
| 15:30       |        |       |         |                               |

| 27 de junho | Itália | 5 – 6 | Espanha | Olympic Sports Complex, Minsk |
| 18:00       |        |       |         |                               |

### Disputa do 5º lugar
|  | Semifinais   | Semifinais  |   |              | Jogo para o 5º lugar | Jogo para o 5º lugar |  |
|  |              |             |   |              |                      |                      |  |
|  | 28 de junho  |             |   |              |                      |                      |  |
|  | Itália       | 10          |   |              |                      |                      |  |
|  | Roménia      | 3           |   |              |                      |                      |  |
|  |              |             |   |              |                      |                      |  |
|  |              |             |   |              | 29 de junho          |                      |  |
|  |              |             |   |              | Itália               | 4                    |  |
|  |              | Rússia      | 3 |              |                      |                      |  |
|  |              |             |   |              |                      |                      |  |
|  |              |             |   |              |                      |                      |  |
|  |              |             |   |              | Jogo para o 7º lugar |                      |  |
|  | 28 de junho  | 28 de junho |   | 29 de junho  | 29 de junho          |                      |  |
|  | Bielorrússia | 5(2)        |   | Bielorrússia | 5                    |                      |  |
|  | Rússia       | 5(3)        |   |              | Roménia              | 2                    |  |

### Fase final
|  | Semifinais  | Semifinais  |   |             | Jogo para a Medalha de Ouro   | Jogo para a Medalha de Ouro |  |
|  |             |             |   |             |                               |                             |  |
|  | 28 de junho |             |   |             |                               |                             |  |
|  | Espanha     | 5           |   |             |                               |                             |  |
|  | Suíça       | 3           |   |             |                               |                             |  |
|  |             |             |   |             |                               |                             |  |
|  |             |             |   |             | 29 de junho                   |                             |  |
|  |             |             |   |             | Portugal                      | 8                           |  |
|  |             | Espanha     | 3 |             |                               |                             |  |
|  |             |             |   |             |                               |                             |  |
|  |             |             |   |             |                               |                             |  |
|  |             |             |   |             | Jogo para a Medalha de Bronze |                             |  |
|  | 28 de junho | 28 de junho |   | 29 de junho | 29 de junho                   |                             |  |
|  | Portugal    | 3           |   | Suíça       | 5                             |                             |  |
|  | Ucrânia     | 2           |   |             | Ucrânia                       | 4                           |  |